# Abbaye de Bective
L'abbaye de Bective (en irlandais : mainistir Bleightí) était une abbaye cistercienne située dans le village de Bective, dans le comté de Meath, en Irlande. Fondée en 1147 par l'abbaye de Mellifont, dont elle est la première abbaye-fille, elle est puissamment fortifiée à la fin du XIIIe siècle, ce qui lui donne un caractère de forteresse. Elle ferme ses portes en 1536 lors de la dissolution des monastères décidée par Henri VIII.
Transformée en manoir par ses différents propriétaires, elle tombe ensuite peu à peu en ruines. En 2009, l'ensemble de ses ruines gothiques est classé monument national et une campagne archéologique de trois ans est lancée.

## Localisation
L'abbaye de Bective est située non loin de la Boyne, sur la rive gauche (nord-ouest) de celle-ci, à huit kilomètres au nord de Trim et autant eau sud de Navan,.

## Historique

### Fondation

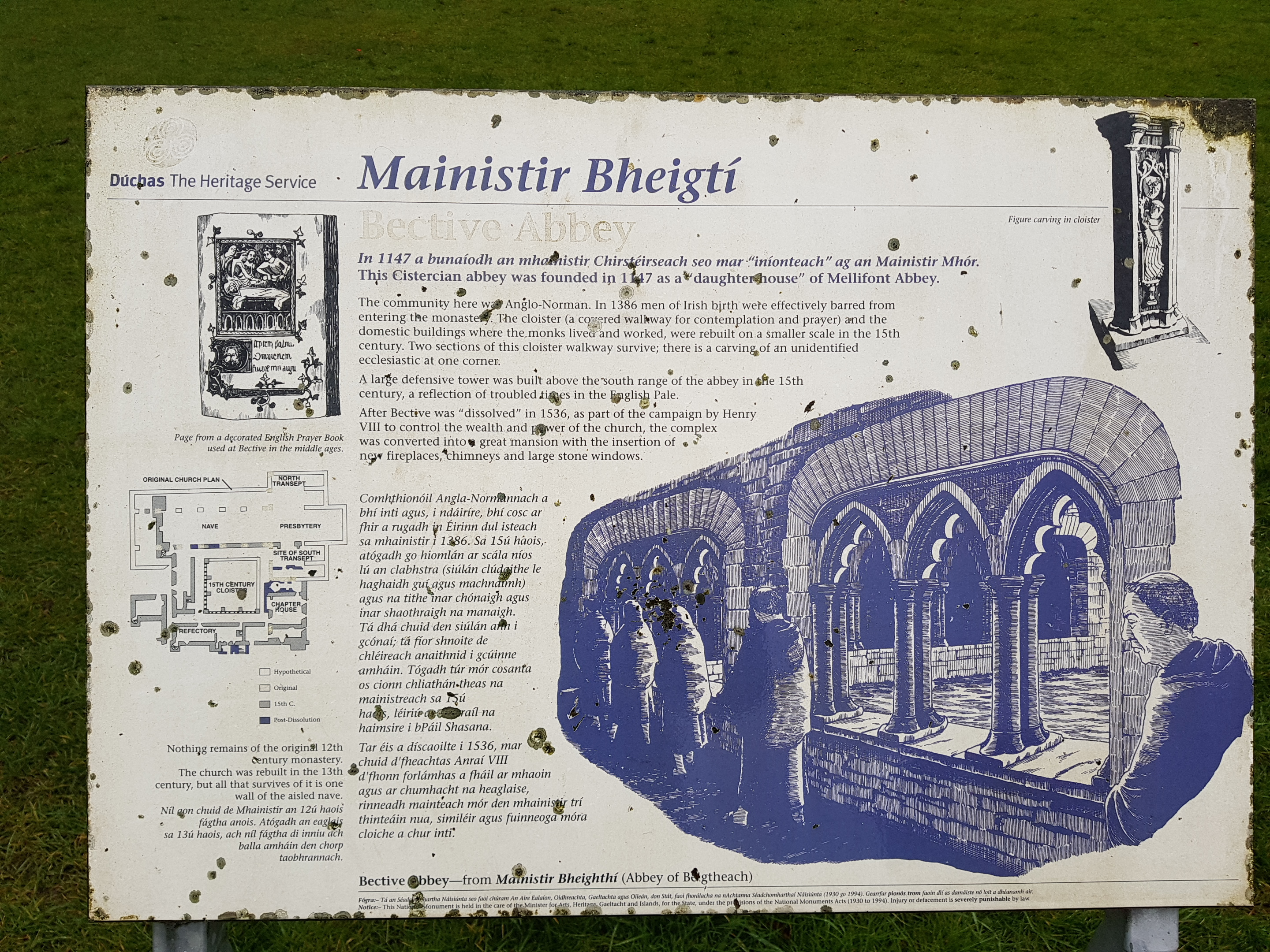
Panneau touristique présentant brièvement l'histoire de l'abbaye.

L'abbaye est fondée sous le nom latin de Beatitudo Dei (« La béatitude de Dieu »), qui est à l'origine du nom anglais de Bective, et irlandais de Bleightí. Le nouveau monastère est dédié à la Vierge Marie.
Le donateur ayant permis cette fondation est le roi de Mide, Murchad O’Maeil-Scheachlainn ou Murchad O’Melaghin-Scheachlainn suivant les sources. Le site choisi pour la fondation est la vallée de la Knightsbrook river,. Le lieu de fondation est situé stratégiquement, à proximité d'un gué permettant de traverser la rivière Boyne.
Des bâtiments antérieurs à l'abbaye ont été retrouvés lors des campagnes de fouilles de 2009-2012, notamment un puits datant de la période 1040-1230 ; mais rien ne vient attester que ces bâtiment préexistants étaient de nature monastique. Quelques objets préhistoriques témoignent également d'une occupation de longue date du site.

### Moyen Âge

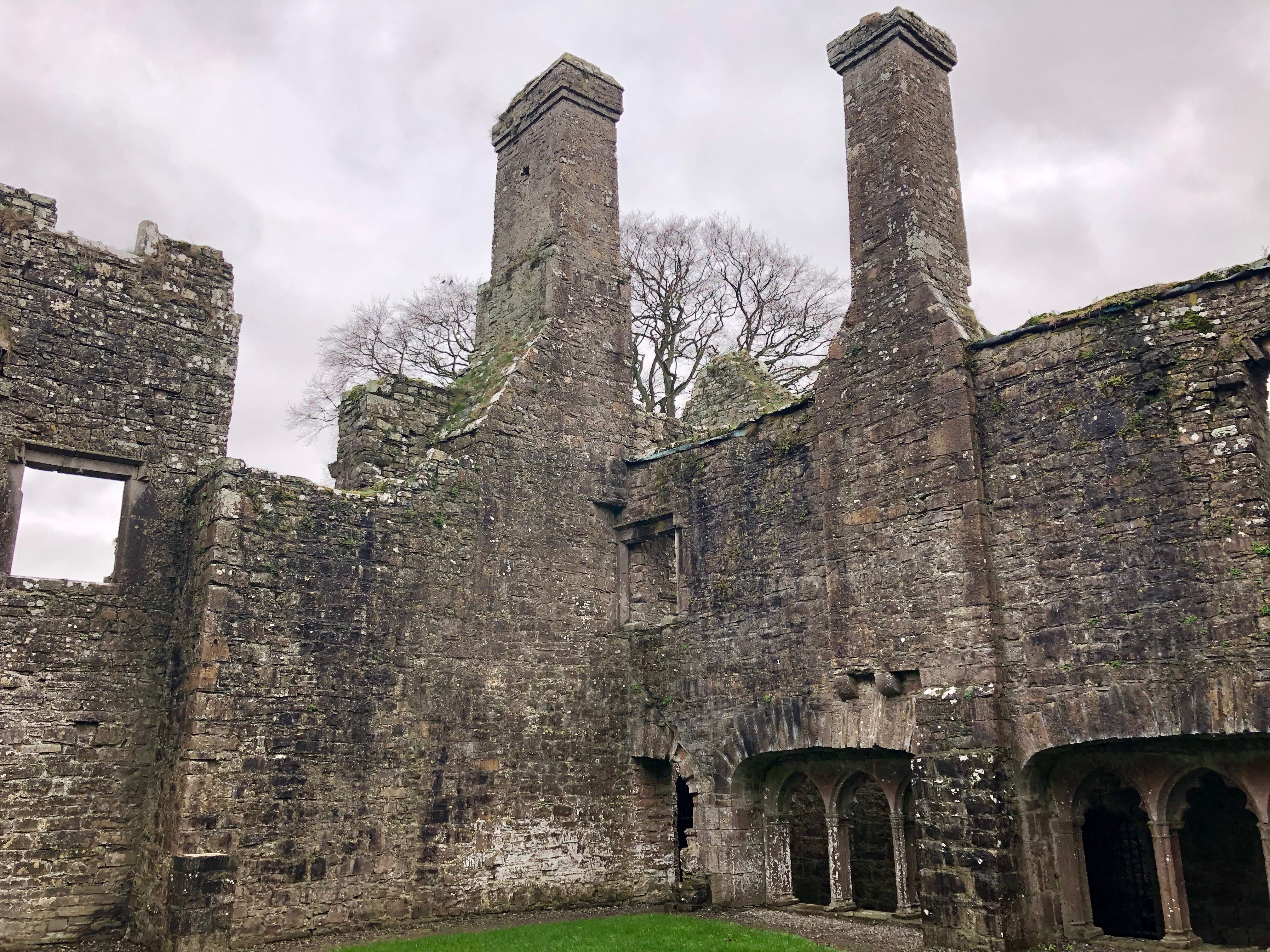
Les deux tours subsistantes qui surmontent le cloître.

En 1195, Hugues de Lacy est enterré dans l'abbaye. En 1227, l'abbé de Bective participe à une révolte liée à la fondation de l'abbaye de Jerpoint ; il est emprisonné pour ces faits. En 1228, Bective est reconnue comme « place forte » et l'abbaye subit d'importants travaux de fortifications, qui surélèvent le cloître, le surmontent de tours et ajoutent en conséquence de massifs contreforts aux murs du cloître et de l'abbatiale. L'abbaye de Bective était relativement importante, et son abbé était de droit membre du Parlement de Pale.
À l'apogée de l'abbaye, cette dernière possède environ 1 600 acres de terres (soit près de six cent cinquante hectares) située directement autour du monastère. Mais, en tenant compte des possessions situées à distance et gérées par le biais des granges, l'ensemble des surfaces gérées par Bective est réévalué par les archéologues ayant mené les fouilles de 2009-2012 à environ 1 800 hectares. L'élevage principal est l'élevage ovin, mais les travaux récents ont montré une importance non négligeable des volailles et de la basse-cour. De manière surprenante, alors que Bective est à plus de quarante kilomètres de la mer, la consommation de poissons était également assez notable. Le potager était particulièrement bien fourni, et les sculptures à thème végétal trouvées dans le cloître reflètent les plantes effectivement cultivées à Bective, et dont les traces ont été exhumées entre 2009 et 2012. Ces fouilles n'ont par ailleurs que très peu mis au jour de restes humains, ce qui suggère que le cimetière de l'abbaye n'était pas situé à proximité immédiate de l'édifice.
Par la suite, Richard II ordonne que les Irlandais et les « ennemis du roi » soient empêchés de devenir moines, cherchant ainsi à ne permettre à la communauté monastique d'être exclusivement composée d'Anglo-Normands. Ce durcissement dans le recrutement s'accompagne d'un relâchement de la Règle ; en particulier, à partir de 1335, de nombreux ossements de moutons sont retrouvés, ce qui montre que les moines s'étaient mis à consommer de la viande.
Durant le XVe siècle, la communauté monastique décroît et s'affaiblit. En 1488, l'abbé de Bective soutient Lambert Simnel dans sa rébellion ; le pardon royal lui est accordé pour cette participation. En conséquence, le bas-côté méridional de l'abbatiale est démoli et les arcades qui le séparaient de la nef sont murées.

### Dissolution

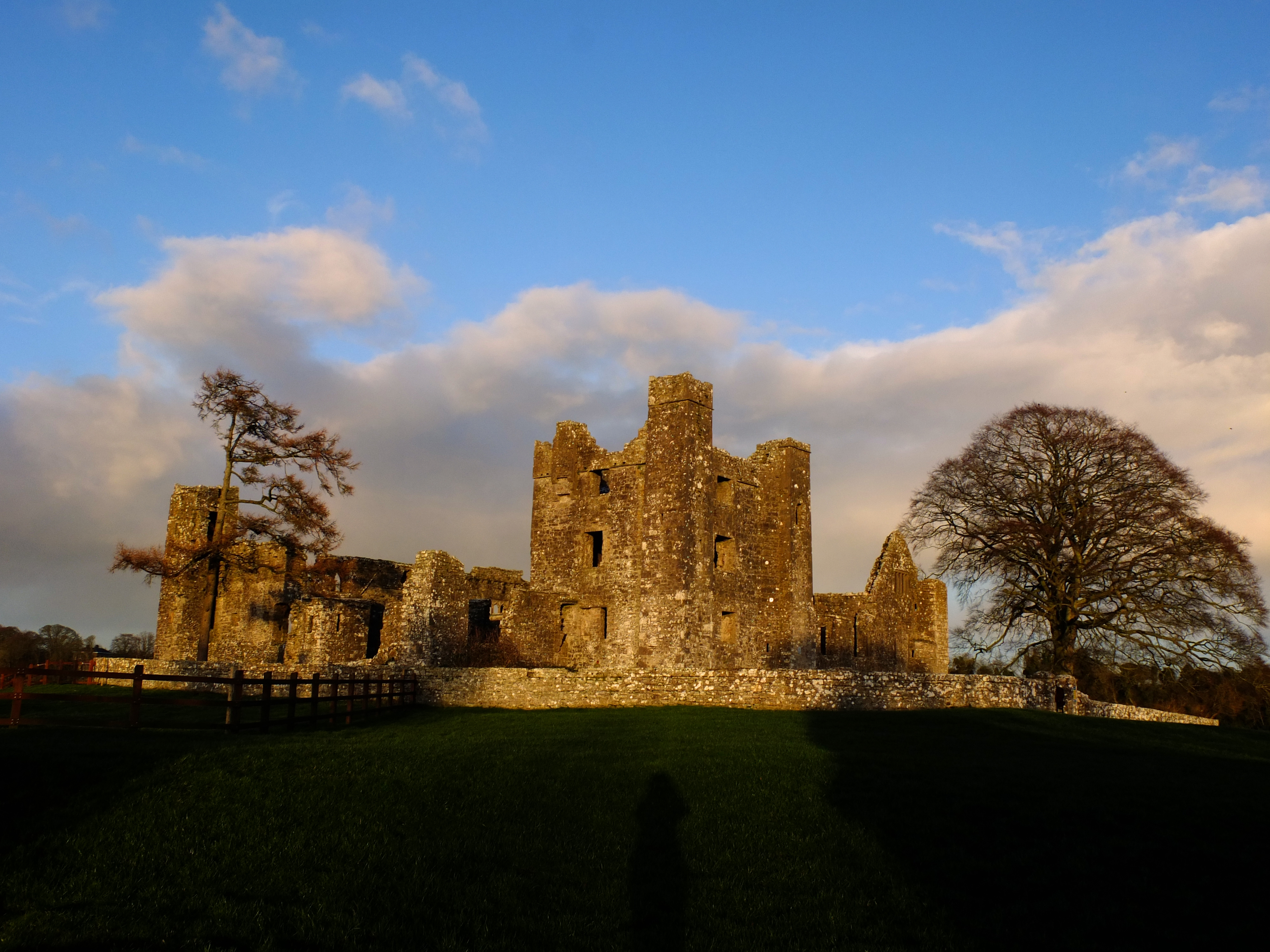
L'abbaye ruinée par la dissolution.

En 1536, la campagne de dissolution des monastères menée par Henri VIII ferme l'abbaye. La communauté monastique se réfugie dans une résidence voisine où elle poursuit l'idéal monastique dans une clandestinité quasi-souterraine. En 1619, soit près d'un siècle après la disparition officielle de Bective, Sebastian Shortall, moine cistercien et poète, est élu « abbé » par la communauté toujours vivante.
L'état des lieux lors de la Dissolution montre que les possessions de l'abbaye s'étendaient principalement vers le nord et l'ouest. Le nouveau propriétaire transforme l'édifice en manoir de style Tudor, doté de cheminées supplémentaires, ainsi que de larges fenêtres panoramiques. L'église abbatiale, le cloître et la salle capitulaire sont relativement épargnés, cette dernière étant transformée en casemate,.
L'abbaye est acquise par Thomas Asgard, assistant du vice-trésorier d'Irlande. En 1552, elle est rachetée par Andrew Wyse, vice-trésorier d'Irlande. Plus tard encore, elle est propriété de la famille Dillons, enfin des Bolton,. En 1894, l'abbaye échoit à l'Office of Public Works (en)
Entre 2009 et 2012, des fouilles y sont menées afin d'accroître les connaissances archéologiques sur ce lieu ; elles permettent de mettre au jour 3 400 objets divers, de périodes très différentes, ainsi que 38 000 fragments animaux, améliorant ainsi la connaissance de l'histoire de l'abbaye, et en particulier de son histoire agricole. L'abbaye, non visitable en temps normal, est située au milieu des prés, protégée par les clôtures agricoles. Cette campagne révèle entre autres l'importance du système agro-économique créé et géré par l'abbaye, avec granges, système de drainage, charrues.

## Architecture

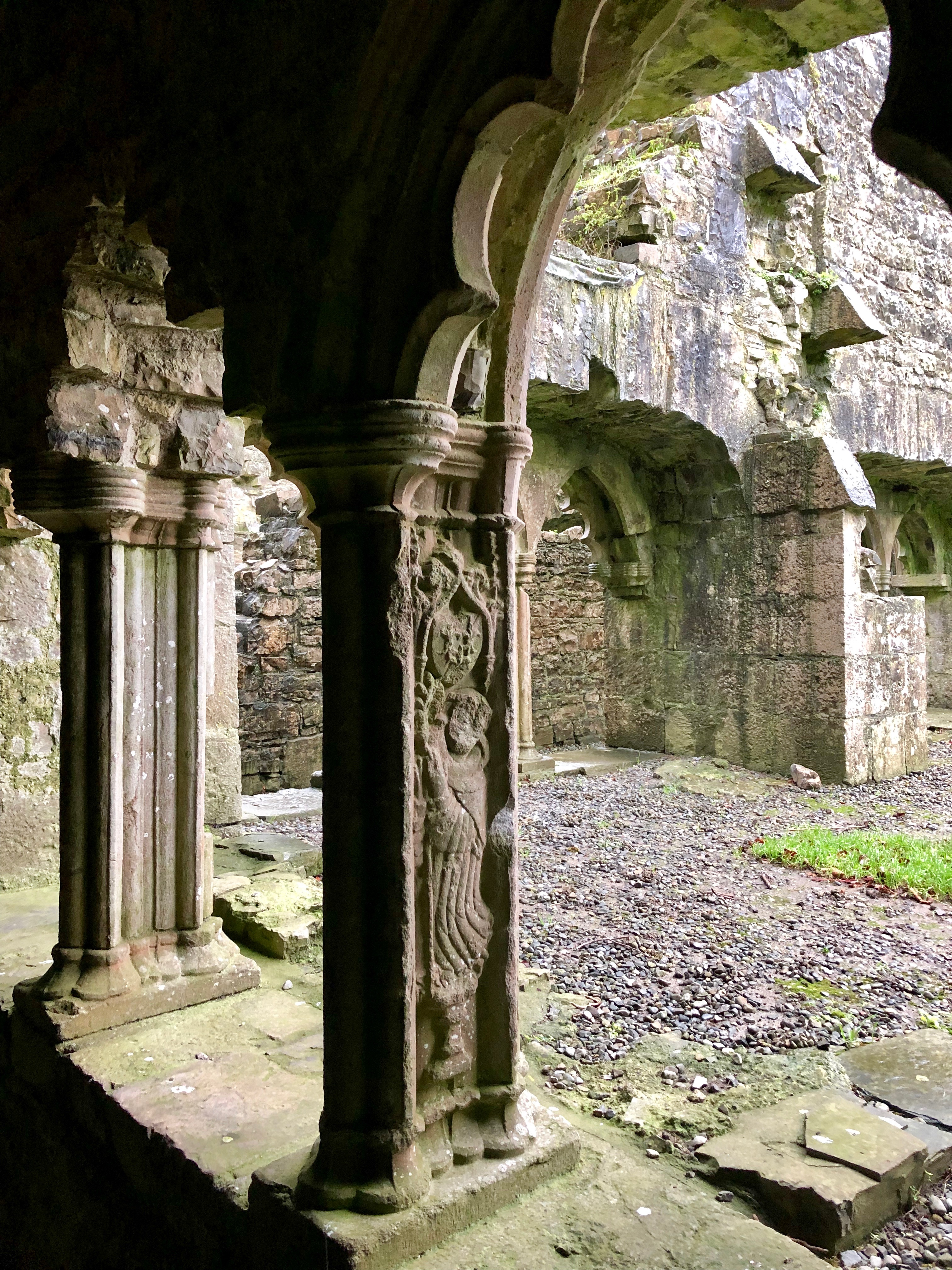
Arcade de la galerie méridionale, représentant un abbé de Bective.

Les ruines gothiques de l'abbaye sont classées monument national sous le numéro 187, et dans le RMP (Record of Monuments and Places, Liste des monuments et lieux) sous l'identifiant ME031-02. Mais les plus anciens restes encore existants de l'abbaye ne datent que de 1274, les traces du bâtiment originel avant fortifications ayant quasiment disparu ; les seules qui existent sont des parties de la salle capitulaire et de l'aile occidentale (celle des convers). En ce qui concerne les parties de bâtiment datant de la fortification, il reste cinq baies de l'arcature sud du cloître, qui correspondent aux restes de l'église ; et le cloître lui-même, avec sa triple arcade, qui est la mieux conservée de toutes les abbayes cisterciennes irlandaises.
Le cloître se caractérise par des colonnettes sculptées figuratives, telles que celles qui décorent l'abbaye de Jerpoint.

## Au cinéma
L'abbaye sert de lieu de tournage à certains films, et en particulier :
- Braveheart de Mel Gibson, en 1995[9],[8].
- Le Dernier Duel (The Last Duel) de Ridley Scott, en 2020.